# Escritura pública

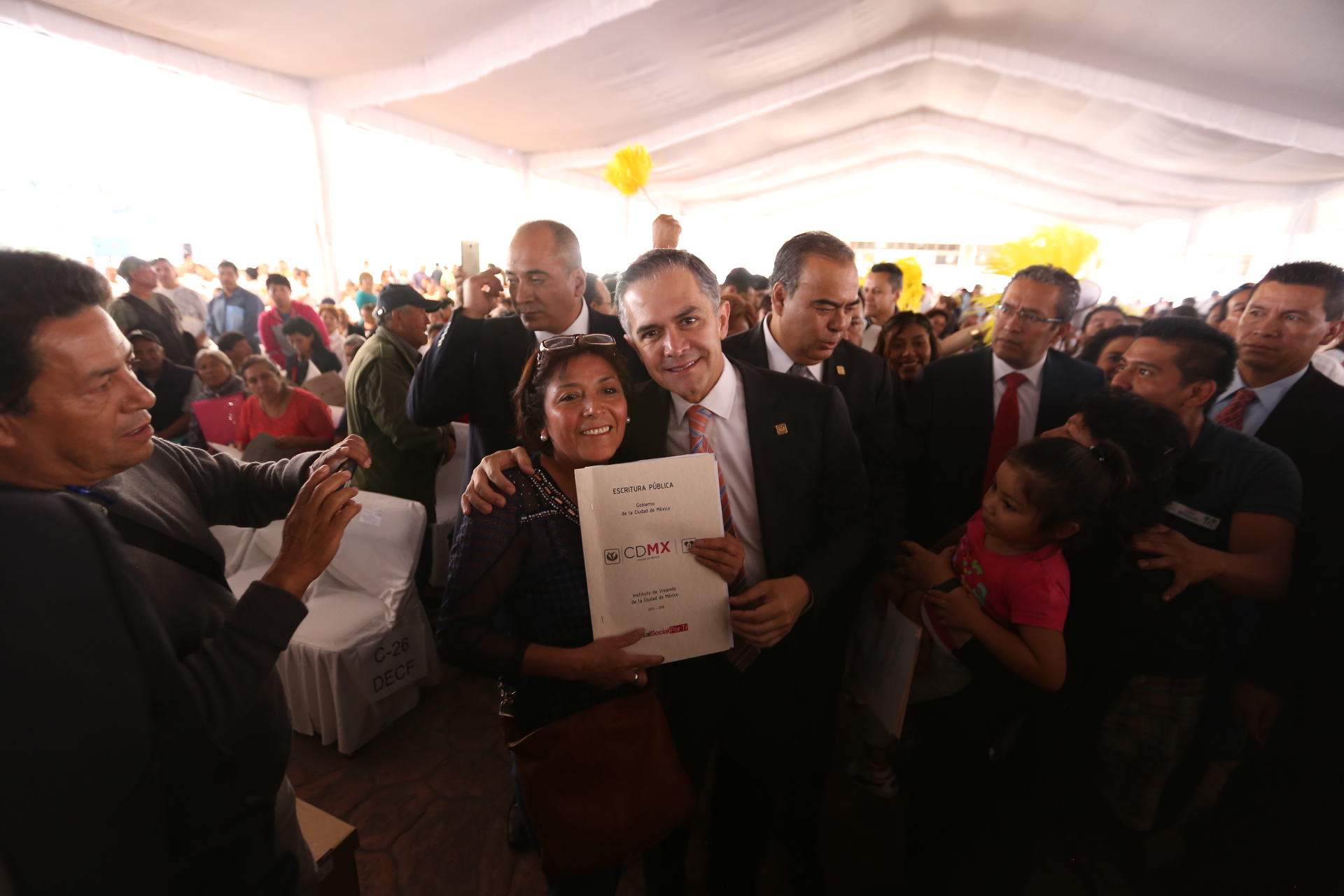
Escritura pública in Mexiko

Eine escritura pública (spanisch für „öffentliche Urkunde“) ist ein offizielles Dokument, das von einem Notar erstellt und beglaubigt wird. Diese Art von Urkunde dient dazu, Rechtsgeschäfte, Erklärungen oder Vereinbarungen formell und rechtsgültig festzuhalten. Sie wird vor allem im spanischsprachigen Raum, insbesondere Spanien und vielen lateinamerikanischen Ländern, verwendet.

## Geltungsbereich
Häufig wird eine escritura pública für wichtige zivilrechtliche Vorgänge benötigt, wie z. B.:
- Immobilienkäufe und -verkäufe
- Gründung von Unternehmen
- Eheverträge
- Erbangelegenheiten
- Schenkungen

Durch die Beglaubigung durch einen Notar wird die Echtheit des Dokuments und der darin enthaltenen Unterschriften bestätigt, und es erhält Beweiskraft vor Gericht. Das Dokument wird oft in einem speziellen Register beim Notar oder bei einer Behörde hinterlegt.